# Jan Gruszczyński

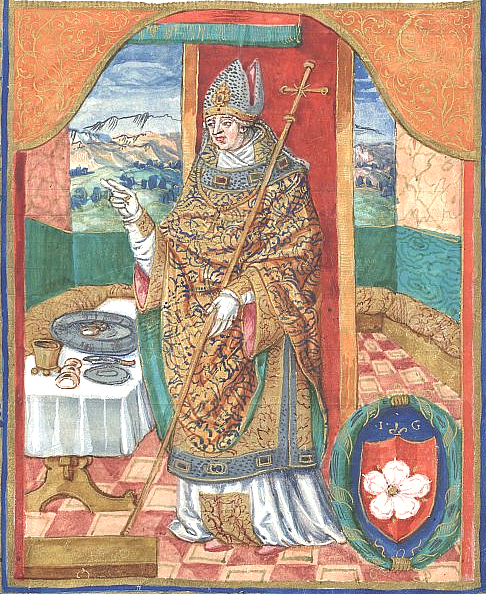
Jan Gruszczyński, gemalt von Stanisław Samostrzelnik

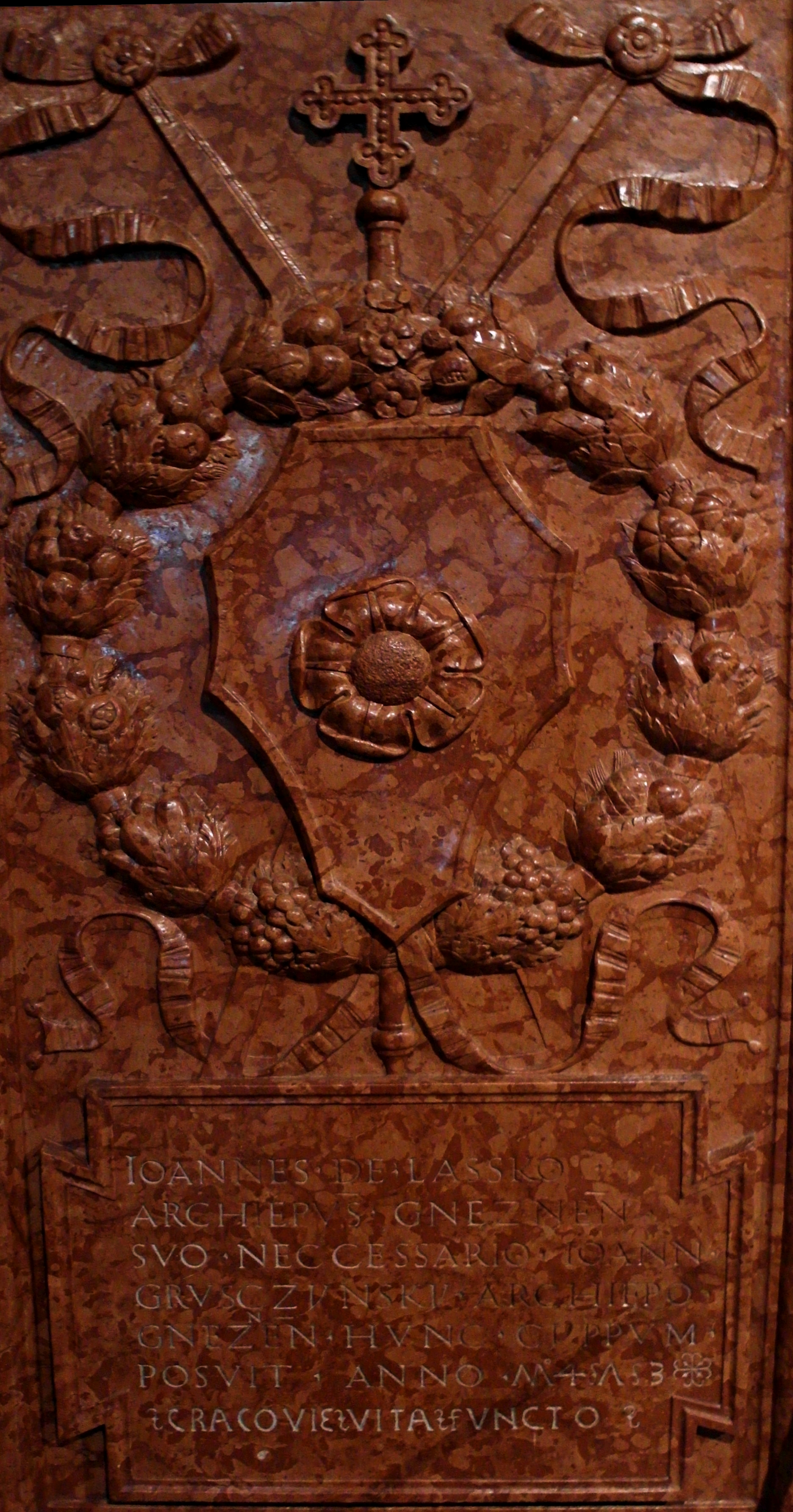
Grabplatte

Jan Gruszczyński (* 1405; † 1473 in Krakau, Polen-Litauen) war Kanoniker, Dekan, Königlicher Sekretär und von 1451 bis 1463 Bischof von Włocławek, von 1463 bis 1464 Bischof von Krakau und von 1464 bis 1473 Erzbischof von Gnesen sowie Primas Poloniae und Großkronkanzler. Seine Familie war Teil der Wappengemeinschaft Poraj.

## Leben
Jan studierte ab 1431 an der Krakauer Akademie und arbeitete gleichzeitig am königlichen Hof als Sekretär. 1440 begleitete er den polnischen König Władysław nach Ungarn, wo dieser den ungarischen Königsthron bestieg. Nach dessen Tod arbeitete er auch in der Kanzlei seines Bruders, Königs Kasimir IV. Andreas, dessen Zentralisierungspolitik er unterstützte. 1450 ernannte ihn der König zum Bischof von Kujawien. Seine Amtseinführung erfolgte in der Heiligkreuzkirche in Koło. Als Bischof arbeitete er eng mit dem Preußischen Bund zusammen. 1454 wurde er Kanzler der Krone, wodurch er die polnische Politik während des Dreizehnjährigen Krieg maßgeblich beeinflusste. 1463 wurde er Bischof von Krakau und im Folgejahr Erzbischof von Gnesen und Primas von Polen. 1463 nahm er an den Friedensverhandlungen mit dem Deutschen Orden in Brześć Kujawski teil. 1466 war er beim Abschluss des Zweiten Frieden von Thorn dabei. 1469 verzichtete er aus gesundheitlichen Gründen auf das Amt des Großkronkanzlers, begleitete den König jedoch weiter als Berater. Nach seinem Tod wurde er in der Kathedrale von Gnesen beigesetzt. Sein Grabmal stiftete sein Nachfolger Johannes a Lasco, der mit der Anfertigung den Italiener Giovanni Fiorentino aus Esztergom beauftragte.